# Fredrika Bremer
Fredrika Bremer (født 17. august 1801 på gården Tuorla i Finland, død 31. december 1865 på gården Årsta i Södermanland) var en svensk forfatterinde. 
Faderen, en af Finlands rigeste handelsmænd, forlod 3 år efter datterens fødsel sin finske ejendom og flyttede til Sverige, hvor han levede dels i Stockholm, dels på godset Årsta et par kilometer derfra. I det stive hjem, hvor børnene holdtes i ærbødig afstand fra forældrene, voksede den lille Fredrika op med hovedet fuldt af urolige tanker og hjertet af stærke følelser, på kant med tilværelsen i det hele. Foruden i sin selvbiografi har hun i nogle af romanerne Hemmet eller familjesorger och -fröjder og Syskonlif givet livlige skildringer af sit barndoms- og ungdomsliv. Som voksen følte den begavede og virkelystne unge kvinde sig ikke tilfredsstillet af det indholdsløse liv i hjemmet og selskabskredsene; men da det ikke ansås for passende for unge piger af hendes stand at tage arbejde uden for hjemmet, blev hun i al hemmelighed forfatterinde. 1828 udkom hendes første bog, Teckningar ur hvardagslifvet, der efterfulgtes af en række romaner under samme fællestitel: Presidentens döttrar (1834), Nina (1835), Grannarne (1837), som almindeligt anses for hendes bedste bog 
(på dansk med titel Nabofamilierne). 
Omtrent samtidig med, at fru Gyllembourg i Danmark begyndte at skildre den dannede middelklasses liv, gjorde Fredrika Bremer det samme samfundslag til genstand for sine skildringer. Fredrika Bremers opfattelse er elskværdigere, hendes fortællemåde mere humoristisk; navnlig beundrer hendes landsmænd den "äkta svenska lokalfärgen" i skildringerne. Overalt i den gotisk-germanske verden, i Amerika ikke mindre end i Europa, vandt hendes bøger en udbredelse, som ingen svensk bog, end ikke Frithiofs saga havde opnået. Selv udvikledes hun gennem denne forfattervirksomhed, gennem hvilken hun arbejdede på at klare sig sin egen livsopfattelse og bringe den harmoni ind i tilværelsen, hun sukkede efter. Efter 1840 syslede hun mere og mere med religiøse spørgsmål, drevet dertil lige så meget af sin higende intelligens som af sin varme følelse. Strauss' Jesu liv og den derved fremkaldte bevægelse i Sverige bragte hende til at skrive Morgonväkter (1843), der indeholder hendes alt andet end ortodokse trosbekendelse. 
Aldrig "færdig", altid søgende efter "väckelser till ny utveckling" begyndte hun i sit 48. år en række vidtløftige rejser. Et helt år opholdt hun sig i København, hvor hun sluttede venskab med mange fremragende personligheder, således H.C. Ørsted, Ingemann, H.C. Andersen og mange flere. Over England drog hun til Amerika. Overalt havde hendes bøger skaffet hende venner, der længtes efter at gøre hendes personlige bekendtskab; i Nordamerika, hvor hun færdedes i to år, omgikkes hun blandt andre Longfellow og Lowell, Emerson og Beecher. Skildringen af denne rejse udkom 1853 i 3 bind under titel Hemmen i nya verlden og bringer en rigdom af iagttagelser, især af de sociale forhold, ikke mindst kvindernes stilling. Nogle år efter udsendte hun, vel vidende, at hun derved satte hele sin popularitet på spil, romanen Hertha, et indlæg for kvindens ret til selvstændig udvikling. Den blev modtaget med skarp kritik, både fordi den hørte til den efter datidens æstetik absolut forkastelige "tendensdigtning", og fordi dens tendens var samfundsfarlig. Forsvarere fandt den dog også, og Sverige fik således sin kvindesagsdebat få år efter den danske Clara-Raphael-fejde. 
Midt under Striden tiltraadte B. sin anden store Rejse, der gik over Schweiz til Italien, det hellige land, Tyrkiet og Grækenland og varede i 5 år. Hun studerede især de religiøse dorhold, levede i længere tid i de frie menigheder i Schweiz, blandt valdenserne i Norditalien, i et nonnekloster i Rom, men intet af disse samfund tilfredsstillede hende helt. Hendes ideal var en kirke, "hvor Fénélon og Channing, Hildebrand og Luther, Washington og Vinet, Birgitta og Florence Nightingale kunde lovsynge sammen, og hvorfra hverken Lao-tse, Zoroaster, Buddha, Sokrates eller Spinoza var udelukkede". Efter hjemkomsten i 1861 udgav hun sin skildring af rejsen, Lifvet i gamla verlden i 6 dele. Sine sidste år tilbragte hun mest i Stockholm, optaget af filantropisk virksomhed. Hun havde den glæde at se de fleste af de krav, hun havde stillet på kvindernes vegne, opfyldte, før hun døde, således kvindens myndighed, adgang til højere undervisning og så videre. Beundringen for Fredrika Bremers ædle personlighed og ideale virken har været i stadig stigen, ikke mindst hos Sveriges kvinder; i hundredåret for hendes fødsel lod Svenska Akademien præge en medalje til hendes ære.